# Лео Естігор
Лео Естігор (норв. Leo Skiri Østigård, нар. 28 листопада 1999) — норвезький футболіст, захисник французького «Ренна» і збірної Норвегії.

## Клубна кар'єра
Народився 28 листопада 1999 року в місті Молде. Вихованець юнацької команди «Молде». 4 червня 2017 року в матчі проти клубу «Сарпсборг 08» він дебютував у Тіппелізі, втім цей матч так і залишився єдиним за рідну команду для гравця. На початку 2018 року Лео в пошуках ігрової практики на правах оренди перейшов в «Вікінг» з другого дивізіону країни, де став частіше виходити на поле.
8 серпня 2018 року перейшов в англійський «Брайтон енд Гоув», підписавши контракт на три роки. У складі цієї команди в офіційних іграх так і не зіграв. Натомість за рік був відданий в оренду до німецького друголігового «Санкт-Паулі». Згодом на аналогічних умовах грав за команди англійського Чемпіоншипу «Ковентрі Сіті» та «Сток Сіті».
Першу половину 2022 року провів в оренді в італійській «Дженоа», виступами за яку привернув увагу представників «Наполі», іншого представника Серії A. Влітку 2022 року неаполітанці викупили контракт захисника за 5 мільйонів євро.
30 липня 2024 року за 7 млн євро перейшов у французький клуб «Ренн».

## Виступи за збірні
2015 року дебютував у складі юнацької збірної Норвегії, взяв участь у 34 іграх на юнацькому рівні, відзначившись 5 забитими голами. З командою до 19 років зайняв п'яте місце юнацького чемпіонату Європи 2018 року.
2019 року з командою до 20 років поїхав на молодіжний чемпіонат світу.
Протягом 2018–2020 років залучався до складу молодіжної збірної Норвегії. На молодіжному рівні зіграв у 10 офіційних матчах, забив 2 голи.
Навесні 2022 року дебютував в офіційних матчах у складі національної збірної Норвегії.
| Дата       | Місто     | Господарі | Результат | Гості             | Турнір                               | Голи | Примітки |
| ---------- | --------- | --------- | --------- | ----------------- | ------------------------------------ | ---- | -------- |
| 25-3-2022  | Осло      | Норвегія  | 2 – 0     | Словаччина        | товариський матч                     | -    |          |
| 2-6-2022   | Белград   | Сербія    | 0 – 1     | Норвегія          | Ліга націй УЄФА 2022-2023 - 1-й етап | -    |          |
| 5-6-2022   | Стокгольм | Швеція    | 1 – 2     | Норвегія          | Ліга націй УЄФА 2022-2023 - 1-й етап | -    |          |
| 9-6-2022   | Осло      | Норвегія  | 0 – 0     | Словенія          | Ліга націй УЄФА 2022-2023 - 1-й етап | -    |          |
| 12-6-2022  | Осло      | Норвегія  | 3 – 2     | Швеція            | Ліга націй УЄФА 2022-2023 - 1-й етап | -    | 56'      |
| 24-9-2022  | Любляна   | Словенія  | 2 – 1     | Норвегія          | Ліга націй УЄФА 2022-2023 - 1-й етап | -    |          |
| 27-9-2022  | Осло      | Норвегія  | 0 – 2     | Сербія            | Ліга націй УЄФА 2022-2023 - 1-й етап | -    |          |
| 17-11-2022 | Дублін    | Ірландія  | 1 – 2     | Норвегія          | товариський матч                     | 1    |          |
| 20-11-2022 | Осло      | Норвегія  | 1 – 1     | Фінляндія         | товариський матч                     | -    |          |
| 25-3-2023  | Малага    | Іспанія   | 3 – 0     | Норвегія          | Відбір до ЧЄ 2024                    | -    |          |
| 28-3-2023  | Батумі    | Грузія    | 1 – 1     | Норвегія          | Відбір до ЧЄ 2024                    | -    |          |
| 17-6-2023  | Осло      | Норвегія  | 1 – 2     | Шотландія         | Відбір до ЧЄ 2024                    | -    |          |
| 20-6-2023  | Осло      | Норвегія  | 3 – 1     | Кіпр              | Відбір до ЧЄ 2024                    | -    |          |
| 7-9-2023   | Осло      | Норвегія  | 6 – 0     | Йорданія          | товариський матч                     | -    |          |
| 12-9-2023  | Осло      | Норвегія  | 2 – 1     | Грузія            | Відбір до ЧЄ 2024                    | -    |          |
| 12-10-2023 | Ларнака   | Кіпр      | 0 – 4     | Норвегія          | Відбір до ЧЄ 2024                    | -    |          |
| 15-10-2023 | Осло      | Норвегія  | 0 – 1     | Іспанія           | Відбір до ЧЄ 2024                    | -    |          |
| 16-11-2023 | Осло      | Норвегія  | 2 – 0     | Фарерські острови | товариський матч                     | -    | 46'      |
| 19-11-2023 | Глазго    | Шотландія | 3 – 3     | Норвегія          | Відбір до ЧЄ 2024                    | -    |          |
| 22-3-2024  | Осло      | Норвегія  | 1 – 2     | Чехія             | товариський матч                     | -    |          |
| 26-3-2024  | Осло      | Норвегія  | 1 – 1     | Словаччина        | товариський матч                     | -    | 87'      |
| 5-6-2024   | Осло      | Норвегія  | 3 – 0     | Косово            | товариський матч                     | -    |          |
| 8-6-2024   | Бреннбю   | Данія     | 3 – 1     | Норвегія          | товариський матч                     | -    | 19'      |
| 6-9-2024   | Алмати    | Казахстан | 0 – 0     | Норвегія          | Ліга націй УЄФА 2024-2025 - 1-й етап | -    |          |
| 9-9-2024   | Осло      | Норвегія  | 2 – 1     | Австрія           | Ліга націй УЄФА 2024-2025 - 1-й етап | -    |          |
| 10-10-2024 | Осло      | Норвегія  | 3 – 0     | Словенія          | Ліга націй УЄФА 2024-2025 - 1-й етап | -    | 46'      |
| 14-11-2024 | Любляна   | Словенія  | 1 – 4     | Норвегія          | Ліга націй УЄФА 2024-2025 - 1-й етап | -    |          |
| 17-11-2024 | Осло      | Норвегія  | 5 – 0     | Казахстан         | Ліга націй УЄФА 2024-2025 - 1-й етап | -    |          |
| 22-3-2025  | Кишинів   | Молдова   | 0 – 5     | Норвегія          | Відбір до ЧС 2026                    | -    | 37'      |
| 6-6-2025   | Осло      | Норвегія  | 3 – 0     | Італія            | Відбір до ЧС 2026                    | -    | 71'      |
| 9-6-2025   | Таллінн   | Естонія   | 0 – 1     | Норвегія          | Відбір до ЧС 2026                    | -    | 89'      |
| Усього     |           | Матчів    | 31        |                   | Голів                                | 1    |          |

## Титули і досягнення
- Чемпіон Італії (1):

«Наполі»: 2022-23